# Geschiedenis van Turkije
De geschiedenis van Turkije gaat over de geschiedenis van de republiek Turkije sinds de oprichting ervan in 1923.

## Ontstaan tot de tijd van Atatürk

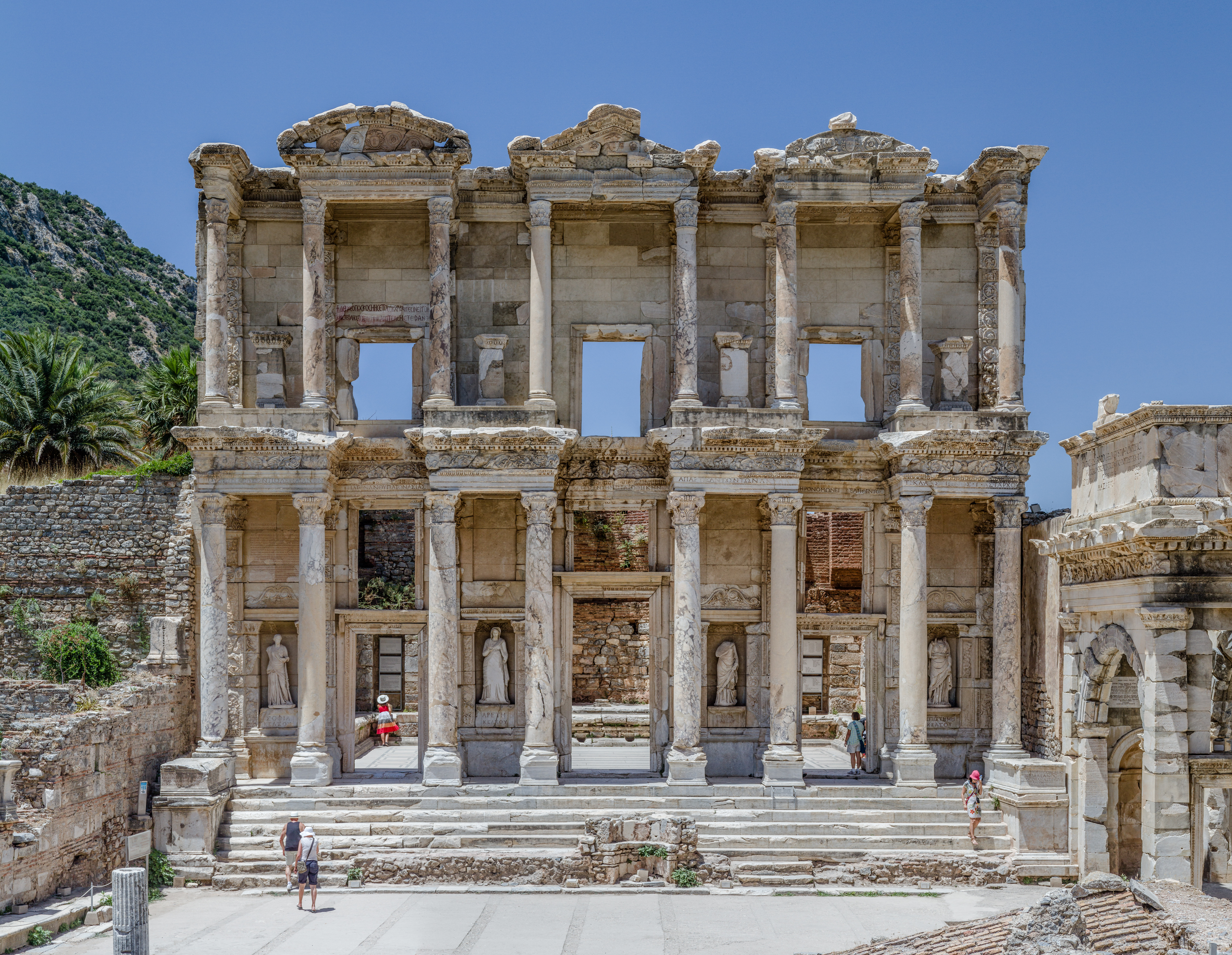
Bibliotheek van Celsus in Efeze

Hagia Sophia

De Turken in het huidige Turkije zijn de afstammelingen van Oghuz-stammen die vanuit Centraal-Azië naar tal van plaatsen in het Midden-Oosten zijn getrokken, waaronder het huidige Irak en Turkije. De eerste grote emigratie van Turken naar Anatolië begon circa 1000 jaar geleden. In 1071 versloeg de Seltsjoekse leider Alp Arslan de Byzantijnse keizer Romanus IV nabij Manzikert, dit resulteerde in de stichting van het sultanaat rond Konya. Ongeveer 200 jaar na de stichting van het Ottomaanse Rijk werd de Turkse hoofdstad verplaatst naar Constantinopel (1453), en begon hun overheersing over een deel van de islamitische en christelijke wereld.
Het moderne Turkije begint met de stichting van de republiek op 29 oktober 1923 (de republiek was al uitgeroepen op 2 januari 1921) op het van het Ottomaanse Rijk overgebleven Turkse grondgebied, met Mustafa Kemal Paşa, die later de achternaam Atatürk aan zou nemen, als eerste president. De regering werd gevormd door een vanuit Ankara opererende revolutionaire groep van voornamelijk militairen geleid door Kemal, die de Grieken in West-Turkije had verslagen. Het Verdrag van Lausanne, getekend op 24 juli 1923 met van Turkse zijde Ismet Paşa als onderhandelaar, legde de grenzen van het moderne Turkije vast. Hierna ontplooide Mustafa Kemal zijn visie, het kemalisme.

## Atatürk

### Hervormingen
Op 3 maart 1924 werd het ministerie van Godsdienstwetgeving afgeschaft, en werden alle scholen onder het gezag van het ministerie van Onderwijs geplaatst. Op 20 april van dat jaar werd een nieuwe grondwet goedgekeurd. Gedurende de volgende 10 jaar werd een serie van hervormingen doorgevoerd:
- Het Arabische alfabet werd in 1928 vervangen door het Latijnse alfabet.
- Het dragen van een fez, een traditioneel hoofddeksel, werd verboden op 25 november 1926.
- Iedereen werd verplicht een achternaam te nemen in juni 1938, wat daarvoor niet gebruikelijk was. De achternamen werden in het nieuwe Latijnse-geschreven Turks opgenomen in het burgerregister. Mustafa Kemal kreeg zelf (als enige) de naam "Atatürk" (vader der Turken) door een stemming in het Turkse parlement voor zijn gedane werk.
- Het gebruik van Perzische woorden werd ontmoedigd, ten gunste van uit Centraal-Azië geïmporteerde woorden. Deze maatregel leverde echter weinig succes op; veel officiële documenten uit deze periode zijn om deze reden zeer moeilijk leesbaar.
- Imams worden door de staat benoemd.
- Vrouwen kregen volledig algemeen (actief en passief) kiesrecht op 17 februari 1926. Turkije was hiermee een van de eerste landen ter wereld.

### Politiek
Fethi Okyar stichtte de liberale partij, maar daar kwamen ook fanatieke religieuze groeperingen op af, en na bloedige onlusten werd de liberale partij in 1930 weer ontbonden, en het zou tot 1945 duren voor Turkije weer een poging tot meerpartijendemocratie deed. In juli 1932 trad Turkije toe tot de Volkenbond.

## Na Atatürk
Na Atatürks dood op 10 november 1938 werd hij opgevolgd door Ismet Inönü. Gedurende de Tweede Wereldoorlog sloot Turkije een vredesverdrag met Duitsland, en tot februari 1945 bleef Turkije neutraal. Toen verklaarde het Duitsland en Japan de oorlog, maar dit was slechts een symbolische daad, de Turkse troepen hebben niet aan daadwerkelijke oorlogshandelingen deelgenomen. In hetzelfde jaar trad Turkije toe tot de Verenigde Naties, en in 1952 werd het lid van de NAVO.
In 1950 werd er een hernieuwde start gemaakt met een meerpartijenstelsel, maar in 1960, 1971 en 1980 greep het leger in in de politiek.
In 1964 sloot Turkije een associatieverdrag met de EEG-landen, waarin o.a. vermeld staat:
1. De EEG erkent het Turkse personen- en familierecht voor Turken in Europa waarin geldt dat de Turkse nationaliteit nooit afgenomen wordt waardoor Turkse onderdanen in de diaspora zich niet aan hun burgerplichten zoals dienstplicht, en aan toezicht door Turkse autoriteiten kunnen onttrekken. Anderzijds behouden Turken hun burgerrechten zoals erfrecht en het recht op de Turkse nationaliteit voor hun kinderen.
2. Turkse arbeidsmigranten kunnen visumvrij de Europese arbeidsmarkt betreden en zich vestigen, en kunnen geen beperkingen als inburgeringsverplichtingen worden opgelegd.[4][5]
3. Turkije en de EEG starten onderhandelingen gericht op de uiteindelijke toetreding als lidstaat.[6]

## Cyprus
In 1974 viel Turkije het noordelijke deel van het eiland Cyprus binnen nadat Cypriotische Grieken onder leiding van de EOKA (Ethniki Organosis Kyprion Agoniston), de Cypriotische Turken probeerden te vermoorden of te verjagen om Cyprus voor zichzelf te houden. Dit resulteerde in de dood van duizenden Cyprioten van Turkse afkomst, die daar al sinds 1571 woonden. Hierna ondernam Turkije een militaire actie op basis van het Verdrag van Zürich (11 februari 1959), waar in artikel 3 stond dat "Groot-Brittannië, Griekenland en Turkije de veiligheid en orde van Cyprus en de Cypriotische bevolking garandeerden en garant stonden voor interventie indien de afspraken conform dit verdrag werden overschreden."
Op 29 juli 1974 werd de militaire actie van Turkije genaamd "Vredesactie Cyprus" (Kıbrıs Barış Harekatı) door de parlementaire vergadering van de Raad van Europa in een resolutie bestempeld als legitiem. Tegenstanders waren het hier niet mee eens, wat resulteerde in het Proces van Athene op 21 maart 1979, waar Turkije in zijn recht werd gesteld op basis van het Verdrag van Zürich. Na gesprekken over een federale staat met een Griekse en Turkse gemeenschap, die mislukten, riep Noord-Cyprus op 15 november 1983 de onafhankelijkheid uit. De Turkse Republiek Noord-Cyprus (Kuzey Kıbrıs Türk Cumhuriyeti) werd tijdens een officiële ceremonie bijgestaan door de vereiste drie staatshoofden van Turkije, Pakistan en Bangladesh, waarvan overigens alleen Turkije de onafhankelijkheid officieel erkent. Pakistan en Bangladesh namen de erkenning terug.